# فرح فاوست
فرح فاوست (بالإنجليزية: Farrah Fawcett)‏؛ (2 فبراير 1947 - 25 يونيو 2009)، ممثلة أمريكية. اعتبرت رمزا من رموز ثقافة البوب في الولايات المتحدة، حيث أن تصفيفة شعرها على سبيل المثال صارت الشكل الذي احتذت به ملايين الشابات، كما عدت رمزا للإغراء في عقدي السبعينيات والثمانينيات القرن العشرين.
صارت من الممثلات اللائي تم مدحهن من قبل النقاد، كما قامت بالعمل خارج مسارح برودواي وذلك في المسلسلات التلفزيونية والسينما كتحدي في أفلام مثل (The Burning Bed ،Nazi Hunter: The Beate Klarsfeld Story، Poor Little Rich Girl: The Barbara Hutton Story وأحيانا في أدوار لايتم فيها التعاطف مع الشخصية من قبيل Small Sacrifices.

## السيرة الذاتية

### الحياة الشخصية
ولدت فرح فاوست تحت اسم فيره ليني فاوست Ferrah Leni Fawcett في كوربوس كريستي بولاية تكساس. وهي البنت الصغرى لباولين إيفنس ربة منزل، وجيمس فاوست وهو مقاول في حقول للنفط.
اسم فرح ومعناه في اللغة العربية «البهجة» أو «السعادة»، واسمها الذي كان فيره "Ferrah" (تغير لاحقا إلى فرح "Farrah")، أكملت دراستها الثانوية في مدرسة بكوربوس كريستي العام 1965 لتدرس في جامعة تكساس في أوستن لاحقا.
تزوجت فاوست من الممثل الأمريكي لي ماجورز نجم مسلسل رجل الستة ملايين دولار وذلك بين عامى 1973 – 1982، ارتبطت كذلك بعلاقة مع الممثل راين أونيل حيث أنجبا ابنهما ريدموند أونيل العام 1985.
في أكتوبر 2006 شخصت إصابة فاوست بسرطان الشرج، وبرغم إعلان الأطباء نجاح علاجها في 2007، إلا أن المرض عاد مرة أخرى بعد عدة شهور وقد توفيت بسببه في 25 يونيو 2009.

## المهنة
في أواخر الستينيات وأوائل السبعينيات قامت فاوست بأداء مجموعة من الإعلانات التجارية، وظهرت في عدد من البرامج التلفزيونية. وفي أبريل 1976، قامت شركة Pro Arts Inc وهي شركة متخصصة في صنع الملصقات المناهضة للحرب، والتي سمعت عن شابة جميلة جديدة اسمها فرح قامت بإعلان لمنتج بلسم شامبو للشعر من ويلا "Wella".
في 22 سبتمبر 1976 بثت الحلقة الأولى من مسلسل تشارليز إنجيلز التلفزيوني، والذي لعبت فيه فاوست دور جيل مونرو.

## فيلموغرافيا
- Love Is a Funny Thing 1969
- 'ميرا بريكندريدج  1970
- Logan's Run 1976
- Somebody Killed Her Husband 1978
- An Almost Perfect Affair 1979 Cameo
- Sunburn 1979
- Saturn 3 1980
- ذا كانونبول رن 1981
- Extremities 1986
- See You in the Morning 1989
- Man of the House 1995
- The Apostle 1997
- The Lovemaster 1997
- The Brave Little Toaster Goes to Mars 1998
- The Flunky 2000
- Dr. T & the Women 2000
- The Cookout 2004
- A Wing & a Prayer: Farrah's Fight for Life 2008 documentary

## مسلسلات تلفزيونية
- أي دريم أوف جيني (مسلسل) 1969; episode "See You in Cuba"
- Three's a Crowd 1969
- The Feminist and the Fuzz 1971
- Inside O.U.T. 1971 unsold pilot
- The Great American Beauty Contest 1973
- Of Men and Women 1973
- The Girl Who Came Gift-Wrapped 1974
- Harry O 1974 - 1976 reccurring cast member
- Charlie's Angels
- Murder in Texas 1981
- The Red-Light Sting 1984
- The Burning Bed 1984
- Between Two Women 1986
- Nazi Hunter: The Beate Klarsfeld Story 1986
- Poor Little Rich Girl: The Barbara Hutton Story 1987
- Margaret Bourke-White 1989
- Small Sacrifices 1989
- Good Sports 1991
- Criminal Behavior 1992
- The Substitute Wife 1994
- Children of the Dust 1995 miniseries
- Dalva 1996
- Silk Hope 1999
- Baby 2000
- Jewel 2001
- Hollywood Wives: The New Generation 2003
- Chasing Farrah 2005

## الوفاة
في 25 يونيو 2009 توفيت الممثلة فرح فاوست بعد صراع مع سرطان الشرج.